# Boulevard de Picpus
Pour les articles homonymes, voir Picpus.
Le boulevard de Picpus [pikpys]  est une voie située dans les quartiers du Bel-Air et de Picpus du 12e arrondissement de Paris.

## Situation et accès
Le boulevard part du boulevard de Reuilly (place Sans-Nom) et se termine à l'intersection avec le cours de Vincennes et l'avenue du Trône (place de l'Île-de-la-Réunion). Il traverse le square Courteline et suit sur sa portion sud la ligne aérienne du métro, qui occupe le terre-plein central.
Le boulevard est desservi par la ligne 6 aux stations Bel-Air et Picpus, Nation par les lignes 1, 2, 6 et 9 et la gare de Nation par la ligne A du RER.

## Origine du nom
Cette voie porte le nom du quartier de Picpus.

## Historique
Anciennement, c'était :
- à l'extérieur de l'ancien mur d'octroi :
  - le boulevard de Picpus, pour la partie située entre les présentes rue de Picpus et avenue de Saint-Mandé ;
  - le boulevard de Saint-Mandé, pour la partie située entre les actuels avenue de Saint-Mandé et cours de Vincennes.
- à l'intérieur de l'ancien mur d'octroi :
  - une partie de la place de la Barrière-de-Picpus qui était située au débouché de l'actuelle rue de Picpus ;
  - le chemin de ronde de Picpus, pour la partie située entre les présentes rue de Picpus et l'avenue de Saint-Mandé ;
  - le chemin de ronde de Saint-Mandé, pour la partie située entre les actuelles avenues de Saint-Mandé et du Trône.

La barrière de Picpus était installée au débouché des actuels rue de Picpus, boulevard de Reuilly et boulevard de Picpus.
Le boulevard est créé en 1811 sur l'ancien mur des Fermiers généraux et prend son nom actuel en 1864.
Durant la Première Guerre mondiale, le no 87 boulevard de Picpus est touché par un bombardement allemand lors d'un raid aérien effectué le 30 janvier 1918. Le 15 juin 1918 une nouvelle attaque touche le no 15 boulevard de Picpus.

## Bâtiments remarquables et lieux de mémoire
- La Promenade plantée (coulée verte René-Dumont), accessible au niveau de la rue du Sahel.
- Au no 33, le centre de formation de l'AP-HP dit Campus Picpus (auparavant se trouvait l'entrée principale de l'hôpital Rothschild désormais située no 5 rue Santerre).
- Au no 47, l'école primaire de l'ensemble scolaire privé catholique Saint-Michel de Picpus, fondé en 1876 et classé aux monuments historiques.
- La percée, entre les immeubles des nos 104 et 106, est un vestige de l'Ancien Chemin de la Voûte du Cours[4].

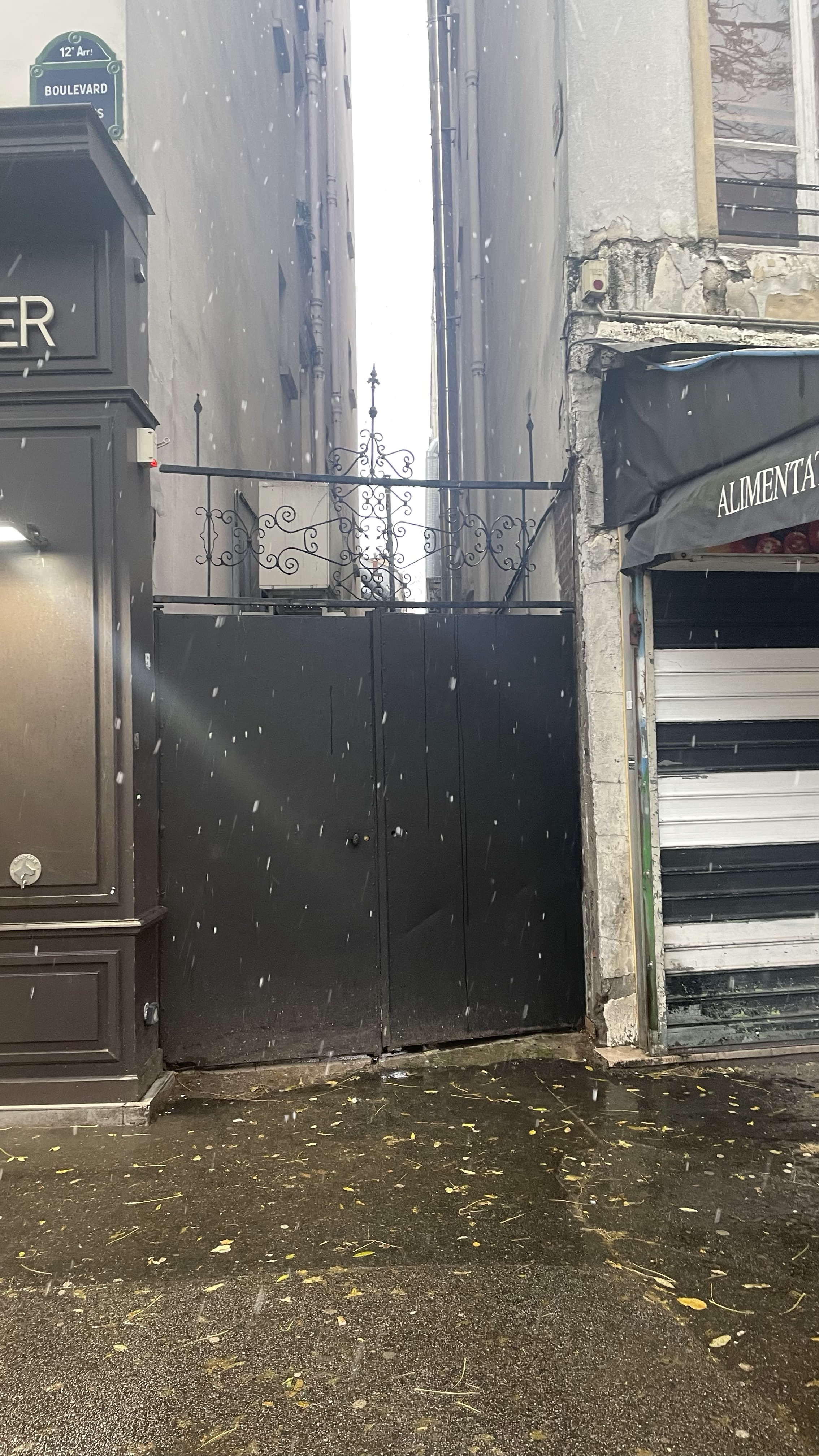
empreinte de l'Ancien Chemin de la Voûte du Cours.

- Le square Courteline.
- Le pavillon et la colonne Philippe Auguste (celle au sud) de l'ancienne barrière du Trône jusqu’en 1987, date de la création de la place de l'Île-de-la-Réunion qui a amputé l'extrémité du boulevard de Picpus.